# Kathy Ireland
Kathleen Marie „Kathy“ Ireland (* 20. března 1963 Glendale) je americká supermodelka, herečka a podnikatelka.
V roce 1979 podepsala smlouvu s agenturou Elite Model Management, pózovala pro časopisy Vogue, Mademoiselle a Cosmopolitan, třikrát byla na obálce Sports Illustrated Swimsuit Issue. Hrála ve filmech Mimozemštani z L. A., Cesta do středu Země, Pan Osud, Nabitá zbraň 1 a Tehdy o Vánocích. Kromě toho hrála i v seriálech Melrose Place a Správná Susan, cameo měla ve filmu Hráč. Kromě modelingu a herectví se věnuje podnikání. V roce 1993 založila obchodní firmu kathy ireland Worldwide, která jí vydělala 350 milionů dolarů.. Věnuje se návrhářství šatů a šperků, píše dětské knihy, v roce 2009 se zúčastnila televizní soutěže Dancing with the Stars. Dále je aktivní v dobročinných aktivitách spojenými s nemocí AIDS. Označuje se za věřící křesťanku, v řadě veřejných vystoupení podpořila Izrael.
Je vdaná, má tři děti.